# Kognitivna ergonomija
Kognitivna ergonomija se po definiciji s strani Mednarodne Ergonomične Zveze ukvarja z vplivom mentalnih procesov, kot so zaznavanje, spomin, vzročnost in motorični odzivi, na interakcije med ljudmi in drugimi elementi sistema. Pomembne teme so mentalna
obremenitev, odločanje, spretnost predstavitve, Človek-računalnik interakcija, človeška zanesljivost, stres in trening, ki zadevajo model človeka in sistema. Kognitivna ergonomija raziskuje spoznavnost dela in operacijskih nastavitev v zvezi z optimizacijo človeškega blagostanja in zmogljivosti sistema. Je podpodročje večjega področja človeških faktorjev in ergonomije.

## Cilji
Kognitivna ergonomija ali kognitivni inženiring je vzpenjajoča se veja ergonomije, ki daje določene poudarke na analizo kognitivnih procesov potrebnih za operatorje v sodobni industriji. Primeri vključujejo diagnozo, odločanje in načrtovanje. Kognitivna ergonomija cilja na zavzeto predstavo kognitivnih nalog z več intervencijami:
- uporabniški model interakcije med človekom in strojem in interakcijo med človekom in računalnikom;
- model informacijskih tehnoloških sistemov, ki podpirajo kognitivne naloge;
- izgradnja trening programov
- delovni model za upravljanje s kognitivno obremenjenostjo in povišanja človeške zanesljivosti

## Zgodovina
Področje kognitivne ergonomije se je pojavilo v 70' v zvezi z osebnim računalnikom in novim napredkom na področjih kognitivne psihologije in umetne inteligence. John Long, profesor kognitivnega
inženiringa na UCLIC, pravi, da kognitivna ergonomija nasprotuje tradiciji fizične ergonomije, ker je kognitivna ergonomija aplikacija delujoče psihologije, ki dosega optimizacijo med ljudmi in njihovim delom. Z vidika aplikativne znanosti, so se uporabljene metode z vztrajnim razvojem spremenile v zadnjih
27 letih. V 80' je bila svetovna tranzicija v metodološkem pristopu k modelu. Gerrit C. Van der veer (2008) pravi, da so strokovnjaki začeli razvijati sistematične modelne metode z vidika uporabnika. Enid Mumford je bila ena od pionirjev interaktivnega sistemskega inženiringa in izpostavila uporabniško centriran model, kjer je uporabnik mišljen in vključen v vse faze modela. Obstaja kar nekaj različnih modelov, ki opisujejo kriterije za razvoj uporabniško prijazne tehnologije. Številni modeli se osredotočajo na sistemski proces za model, z uporabo analize nalog za oceno kognitivnega procesa prisotnega v dani nalogi in za razvoj primernih vmesniških zmožnosti. Analiza nalog v preteklih raziskavah se je osredotočala na oceno zahtev kognitivne naloge, kontrole motorja in kognitivnost med vizualnimi nalogami kot je upravljanje strojev, ali ocena pozornosti preko analize očes pilotov med letom. Nevroergonomija, podpodročje kognitivne ergonomije, cilja na krepitev interakcije med človekom in računalnikom z uporabo nevronskih približkov za boljše razumevanje zahtev situacijskih nalog. Nevroergonomska raziskava na univerzi Iowa je trenutno vpletena v ocenjevanje protokola varne vožnje, krepitev mobilnosti starejših in analizo kognitivnih sposobnosti vključenih v navigacijo v abstraktnih virtualnih okoljih.

## Metodologija
Uspešna ergonomska intervencija na področju kognitivnih nalog ne zahteva zgolj podrobnega razumevanja zahtev delovne situacije, ampak tudi uporabniških strategij pri izvajanju kognitivnih nalog in omejitev v človeški kognitivnosti. V nekaterih primerih, predmeti ali orodja uporabljena pri nalogi lahko vsilijo lastne omejitve. Tako lahko orodja sodeterminirajo samo naravo naloge. V tem smislu, bi analiza kognitivnih nalog morala preučiti interakcijo uporabnikov in njihovega dela ter uporabnikovo interakcijo s predmeti ali orodji; slednja so zelo pomembna ker sodobni predmeti postajajo zelo zahtevni. Poudarek je na tem kako razviti človek-stroj vmesnike in kognitivne predmete tako da je lahko človeško delovanje nemoteno v delovnih okoljih, kjer so informacije nezanesljive, dogodki nepredvidljivi, več simultanih ciljev v nasprotju in delovanje časovno omejeno.

## Modeliranje uporabniškega vmesnika

### Kognitivna analiza nalog
CTA (Cognitive Task Analysis) je splošen izraz za nabor metod uporabnih za identifikacijo mentalnih zahtev in kognitivnih spretnosti potrebnih za dokončanje naloge. GOMS priskrbi formalni nabor metod za identifikacijo mentalnih aktivnosti potrebnih za nalogo in predmet, kot je namizni računalnik. Z identifikacijo sekvence mentalnih aktivnosti uporabnika vpletenega v nalogo, kognitivni inženirji lahko identificirajo ozka grla in kritične poti, ki lahko predstavljajo priložnosti za izboljšanje ali tveganja (kot je človeška napaka), ki zaslužijo spremembe v treningu ali obnašanju sistema.

## Vezi z drugimi disciplinami
- Kognitivna psihologija in kognitivna znanost
- Sistemski inženiring
- Etnografija in kulturna antropologija
- Etnometodologija
- Aktivnostna teorija
- Analiza kognitivnega dela
- Ekološki model
- Kognitivni inženiring
- Mentalni prostor
- Jedrski nasad
- Psihološki inženiring

## Organizacije
- EACE - Evropska Zveza za Kognitivno Ergonomijo
- Kognitivni Inženiring in Odločanje Technical Group (CEDM-TG) Arhivirano 2001-03-01 at Archive.is